# Stor-Furuholmen
Stor-Furuholmen is een Zweeds eiland behorend tot de Lule-archipel. Het eiland ligt in een baai ten zuidwesten van Kallax. Het eiland heeft geen oeververbinding en geen bebouwing.